# 卡梅龙
卡梅龙（西班牙語：Cameron）是智利的一座村镇，位于麦哲伦-智利南极大区的蒂毛克爾。该镇地处大火地岛中部的伊努蒂尔湾南岸。当地有瓜纳科平原机场提供交通服务。